# 头屯河区
头屯河区（維吾爾語：تۇدۇڭخابا رايونى‎）是中国新疆维吾尔自治区乌鲁木齐市所辖的一个市辖区。总面积为276平方公里，人口約42万。头屯河本是乌鲁木齐一条河流名。

## 行政区划
头屯河区下辖9个街道办事处：
头屯河街道、火车西站街道、王家沟街道、乌昌路街道、北站西路街道、中亚北路街道、中亚南路街道、嵩山街街道、北站东路街道和头屯河区乡类似乡镇单位。

## 人口
根據全國第七次人口普查結果顯示：头屯河区常住人口为419022人。

## 交通
- 连霍高速、 312国道过境。